# Élections municipales québécoises de 2003
Les élections municipales québécoises de 2003 sont les scrutins tenus le 2 novembre 2003 dans certaines municipalités du Québec. Elles permettent de déterminer les maires et/ou les conseillers de ces municipalités. 

## Cadre législatif
Ce sont les dernières élections municipales à ne pas se tenir dans l'ensemble des municipalités simultanément, car la Loi sur les élections et les référendums dans les municipalités adoptée en 2001 par l'Assemblée nationale du Québec, instaure de nouvelles règles prévoyant de tenir tous les quatre ans les élections de tous les postes municipaux dans toutes les municipalités la même journée, soit le premier dimanche de novembre dès les élections municipales de 2005.
Les règles en encore en vigueur en 2003 sont que les élections municipales ont lieu à l'automne et un terme dure quatre ans. Dans certaines municipalités, les conseillers municipaux sont élus sur la base d'une division territoriale, le district, alors que dans d'autres, les élections sont tenues sans division territoriale. Ces éléments demeurent avec la nouvelle loi. Toutefois, auparavant, chaque année une partie des municipalités va en élections, sur une base rotative. De plus, dans certaines municipalités, le conseil municipal est élu en bloc, c'est-à-dire le maire et tous les conseillers vont en élections en même temps, alors que dans d'autres municipalités, une partie seulement des conseillers se retrouvent en élections, là encore de manière rotative. La nouvelle loi privilégie l'élection de tous les postes une fois tous les quatre ans la même journée. Un autre changement est l'introduction des partis politiques.
Le greffier ou secrétaire-trésorier de la municipalité est responsable d’assurer la tenue de l’élection, de veiller à son déroulement, depuis les mises en candidature jusqu’à la proclamation d’élection qui suit le scrutin. Le trésorier assure que les aspects financiers entourant les élections respectent les règles, soit le financement politique, le financement des campagnes à la direction des partis politiques et le contrôle des dépenses électorales. Le Directeur général des élections du Québec apporte un soutien aux présidents d’élection et aux trésoriers, veille à l’application des dispositions de la loi, tient le registre des partis politiques et des candidats autorisés, et enfin procède aux enquêtes et aux poursuites requises, le cas échéant. La Commission de la représentation électorale supervise les exercices de délimitation des districts électoraux municipaux. Le ministère des Affaires municipales et de l'Occupation du territoire a la responsabilité d’appliquer la Loi sur les élections et les référendums dans les municipalités et de promouvoir l’exercice de la démocratie municipale.

## Résumé
| Élection de tout le conseil                                                      | 191 municipalités |
| Élection en rotation (demi-conseil avec le poste de maire)                       | 1 municipalité    |
| Élection en rotation (demi-conseil sans le poste de maire)                       | 273 municipalités |
| Postes de maire à combler                                                        | 192 postes        |
| Postes de conseiller à combler                                                   | 2 014 postes      |
| Municipalités ayant comblé tous les postes sans opposition                       | 207 municipalités |
| Municipalités où il y a scrutin le 2 novembre                                    | 257 municipalités |
| Municipalité de East Angus : scrutin le 7 décembre 2003                          | 1 municipalité    |
| Municipalité de Saint-Germain-de-Grantham : scrutin en février 2004 (District 4) | 1 municipalité    |

| Maires                          | Maires          | Réélus | Nouvellement élus |
| ------------------------------- | --------------- | ------ | ----------------- |
| 116 maires élus sans opposition | 14 femmes       | 11     | 3                 |
| 116 maires élus sans opposition | 102 hommes      | 89     | 13                |
| 94 maires élus par scrutin      | 16 femmes       | 6      | 10                |
| 94 maires élus par scrutin      | 68 hommes       | 30     | 38                |
| Total                           | 200 maires élus | 136    | 64                |

| Conseillers                            | Conseillers            | Réélus | Nouvellement élus |
| -------------------------------------- | ---------------------- | ------ | ----------------- |
| 1 438 conseillers élus sans opposition | 359 femmes             | 235    | 124               |
| 1 438 conseillers élus sans opposition | 1 079 hommes           | 772    | 307               |
| 567 conseillers élus par scrutin       | 138 femmes             | 53     | 85                |
| 567 conseillers élus par scrutin       | 429 hommes             | 148    | 281               |
| Total                                  | 2 005 conseillers élus | 1 208  | 797               |

## Résultats
par régions administratives:
1. Bas-Saint-Laurent
2. Saguenay–Lac-Saint-Jean
3. Capitale-Nationale
4. Mauricie
5. Estrie
6. Outaouais
7. Abitibi-Témiscamingue
8. Côte-Nord
9. Nord-du-Québec
10. Gaspésie–Îles-de-la-Madeleine
11. Chaudière-Appalaches
12. Lanaudière
13. Laurentides
14. Montérégie
15. Centre-du-Québec

À noter qu'il n'y a pas d'élections municipales dans les régions de Montréal et de Laval en 2003.